# Otholobium munyense
Otholobium munyense là một loài thực vật có hoa trong họ Đậu. Loài này được (J.F. Macbr.) J.W. Grimes miêu tả khoa học đầu tiên năm 1990.